# Салацгрива
Салацгрива (произношение) (на латвийски: Salacgrīva) е град в североизточна Латвия, намиращ се в историческата област Видземе и в административния район Лимбажи. Градът се намира на 103 km от столицата Рига. През 1928 година Салацгрива получава статут на град.

## Побратимени градове
- Нюшьопинг, Швеция